# IC 2997
IC 2997 је ознака објекта на координатама са ректансцензијом 12h 5m 45,0s и деклинацијом + 20° 16" 54'. Открио га је Гијом Бигурдан, 7. маја 1894. Каснијим посматрањима на том положају није уочен никакав астрономски објекат.